# かとうゆみ
かとう ゆみは、日本の点描曼荼羅作家。

## 経歴
ゲルインクのペンを使用して、曼荼羅作品を制作している。
幼少期より地図を手書きで写すなど、細かい物を描くことを好んでいた。
研究科曼荼羅セラピスト養成コースを受講しながら、2016年より世界遺産・宮島を中心に活動を続けている。同年、「かとう ゆみ曼荼羅原画展マンナカ ノ テン」開催。精力的に個展を多数企画。
あいだみつよに師事。